# Kirche Roda (Frohburg)

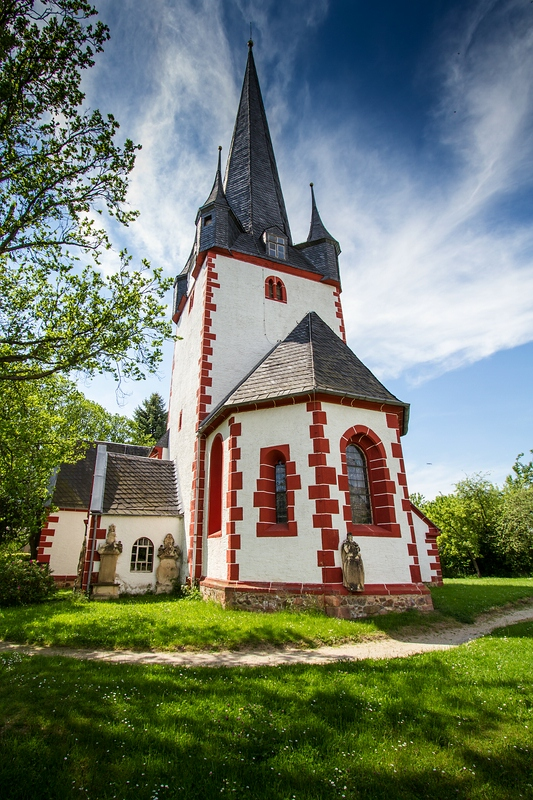
Kirche zu Roda

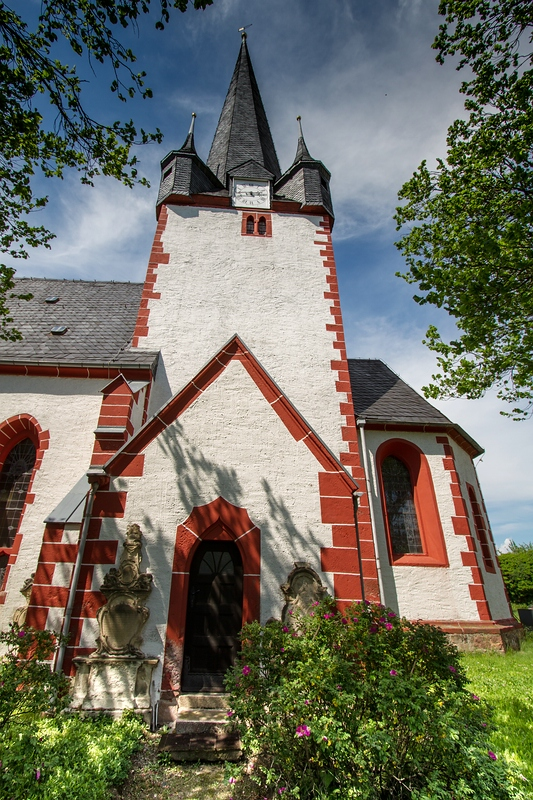
Turm von Süden

Die evangelische Kirche Roda ist eine im Kern romanische Saalkirche im Ortsteil Roda von Frohburg im Landkreis Leipzig in Sachsen. Sie gehört zum Kirchspiel Kohrener Land im Kirchenbezirk Leipziger Land der Evangelisch-Lutherischen Landeskirche Sachsens; sie kann in der Regel nicht besichtigt werden.

## Geschichte und Architektur
Die einschiffige Chorturmkirche enthält die Umfassungsmauern und das Chorhaupt der ursprünglich romanischen Anlage. Grundlegende Veränderungen, darunter der Turmaufbau, erfolgten in der Mitte des 15. Jahrhunderts, eine Ausmalung im Jahr 1905 und eine Restaurierung 1989.
Die Kirche ist ein verputzter Bruchsteinbau mit eingezogenem Chor und dreiseitigem Ostschluss, dessen Ecken und Gewände mit Porphyrgliederungen versehen sind. Der Turm mit Spitzhelm ist von vier Dachtürmchen umgeben, an der Chorsüdseite ist die Sakristei angebaut. Das Schiff ist mit Strebepfeilern und hohen Spitzbogenfenstern über zwei kleinen gekuppelten Vorhangbogenfenstern an der Südseite versehen. Die Vorhalle an der Südseite ist mit einem Spitzbogenportal erschlossen; an der Westseite ist ein halbrunder Treppenturm mit Vorhangbogenfenstern angebaut. 
Das Innere ist durch die einheitliche Ausmalung in Jugendstilformen geprägt. Im Schiff sind Netzgewölbe und Emporen an drei Seiten eingebaut. Ein spitzer, niedriger Triumphbogen führt zum Vorchor mit Kreuzrippengewölbe; um den Schlussstein mit einem Löwenrelief sind die Rippen maßwerkartig geführt; das Bauwerk wurde von einem Baumeister der Rochlitzer Bauhütte gestaltet. Die westliche der beiden Vorhallen ist mit Netzgewölbe geschlossen.

## Ausstattung
Altar und Kanzel wurden im Jahr 1905 geschaffen. Die Taufe aus Sandstein wurde von Urban Junghans im Jahr 1605 hergestellt; sie zeigt an der Kuppa Christus, Agnus Dei und das Wappen derer von Einsiedel und von Haugwitz. Die spätgotische Sakramentsnische mit Kielbogen wurde gegen Ende des 15. Jahrhunderts geschaffen.
Die Farbglasfenster im Chor zeigen Darstellungen von Christus und den Evangelistensymbolen und wurden 1905 angefertigt. 
Von 1712 bis 1811 stand in der Kirche ein Orgelpositiv zur Unterstützung des Gesangs. 1811 wurde eine neue Orgel beschafft, kurz vor den Befreiungskriegen, die für Roda mehrfach Plünderungen bedeuteten. Das Instrument überstand die Zeit bis 1905, als Schmidt und Berger, hervorgegangen aus den Orgelbauern Kreutzbach in Borna, schließlich eine Orgel mit 13 klingenden Stimmen auf zwei Manualen und Pedal einbauten.